# Rytigynia binata
Rytigynia binata là một loài thực vật thuộc họ Rubiaceae. Đây là loài đặc hữu của Tanzania.